# Каган Олег Мойсейович
Олег Мойсейович Каган (22 листопада 1946 — 15 липня 1990) — радянський скрипаль, заслужений артист РРФСР.
Народився у Південно-Сахалінську.
Після переїзду сім'ї до Риги в 1953 році навчався за класом скрипки в музичній школі при консерваторії у Йоахіма Брауна (1929 року народження, музикознавець, віолончеліст, з 1972 — в Ізраїлі, з 1981 року професор університету Бар-Ілан). У віці 13 років відомий скрипаль Борис Кузнєцов перевіз Кагана в Москву, взявши до свого класу в Центральній музичній школі, а з 1964 року — в консерваторії.
В 1964 році здобув четверте місце на конкурсі імені Енеску в Бухаресті, в 1965 виграв Міжнародний Конкурс скрипалів імені Яна Сібеліуса, в 1962 став лауреатом другої премії конкурсу імені Чайковського, а в 1968 році переміг на конкурсі імені Баха в Лейпцигу.
Після смерті Кузнєцова Каган перейшов в клас Давида Ойстраха, який допоміг йому записати цикл з п'яти скрипкових концертів Моцарта.
З 1970-х багато виступав у камерних ансамблях з Святославом Ріхтером, Юрієм Башметом, Олексієм Любимовим, Елісо Вірсаладзе, а також віолончелісткою Наталією Гутман, яка стала згодом його дружиною. До репертуару Кагана входили твори сучасних авторів, рідко виконувалися в той час в СРСР Хіндеміта Мессіана, композиторів Нової віденської школи. Він став першим виконавцем присвячених йому творів Альфреда Шнітке, Тиграна Мансуряна, Софії Губайдуліної.